# Вавдос
Вавдос (грч. Βάβδος) је насељено место у општини Полигирос у периферији Средишња Македонија, Грчка. Према попису из 2021. године било је 337 становника.
Према бугарском географу и историчару, Василу Канчову, у Вавдосу је 1900. године живело 1.200 Грка.